# Silvio Amadio

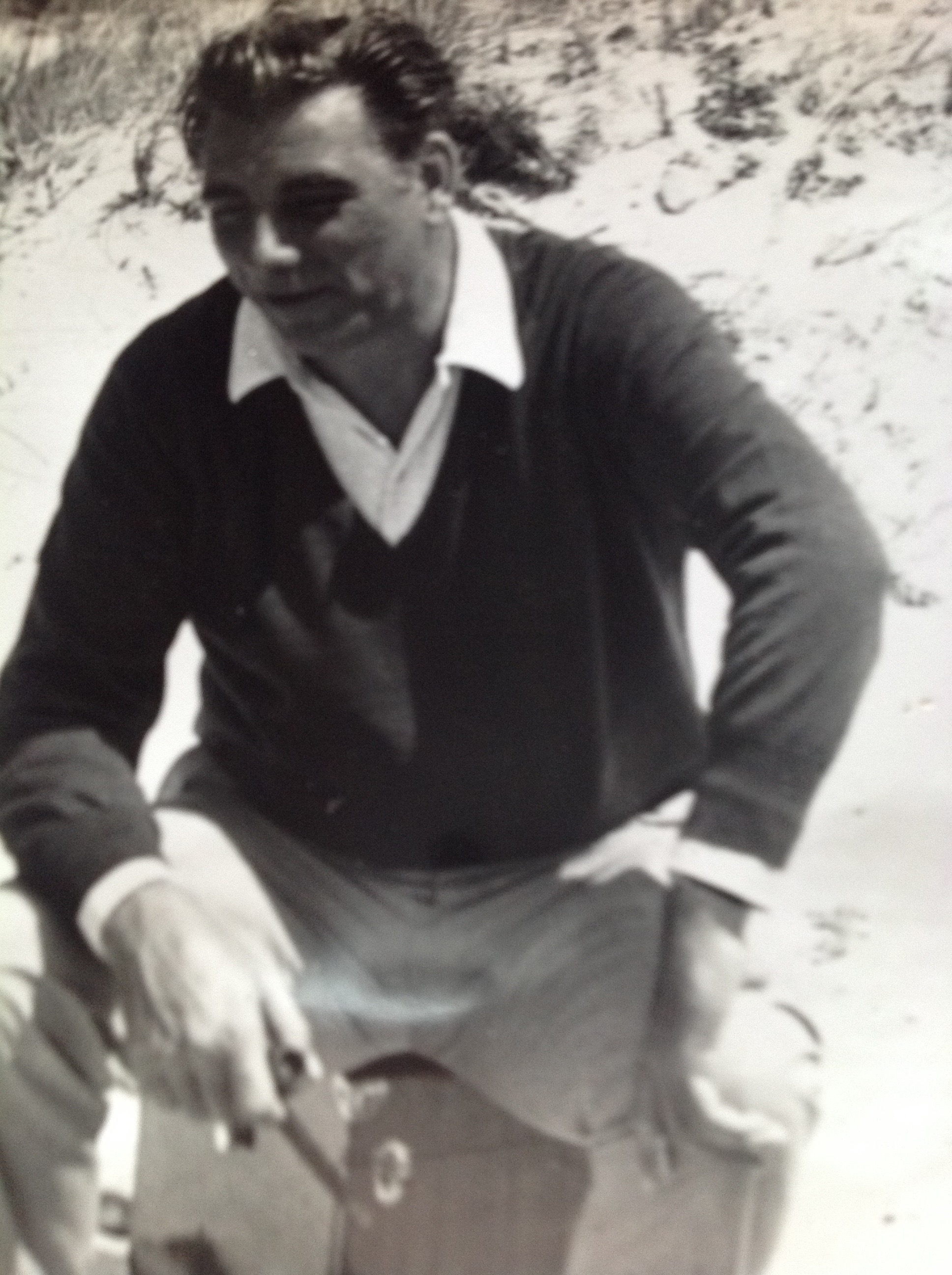
Silvio Amadio, 1969

Silvio Amadio (* 8. August 1926 in Frascati; † 19. August 1995 in Rom) war ein italienischer Filmregisseur und Drehbuchautor.

## Leben
Amadio begann seine Karriere nach einem Jurastudium als Dokumentarfilmer in den 1950er Jahren (z. B. Il tennis, 1957). Er arbeitete als Drehbuchautor und Regieassistent, oftmals mit Raffaello Matarazzo. Nachdem er sich ab 1957 der Regie zuwandte, fertigte er eine Anzahl gut inszenierter, doch durch beschränkte Distribution meist nicht sonderlich erfolgreicher Filme, so z. B. einen der ersten Giallos (Il segreto del vestito rosso, 1965) und einen parapsychologischen Thriller (Il medium, 1979). In den 1970er Jahren war er als Produzent für „Domizia Film“ tätig und war Mitglied im Vorstand der ANICA, des italienischen Filmverbandes. der Nach dem 1981 entstandenen Il carabiniere verließ Amadio das Filmgeschäft und studierte Theologie.
Nur einige von Amadios etwa 25 Filme waren im deutschen Sprachraum zu sehen. Für Una settimana come un altra gewann er einen David di Donatello im Jahr 1978.

## Filme (Auswahl)
- 1959: Wölfe in der Tiefe (Lupi nell'abisso)
- 1960: Theseus, Held von Hellas (Teseo contro il Minotauro)
- 1961: Meuterei (L'ammutinamento)
- 1964: Le sette folgori di Assur
- 1964: Liebe, Sex und Ärgernisse (Oltraggio al pudore)
- 1965: Assassinio made in Italy
- 1966: Für 1000 Dollar pro Tag (Per mille dollari al giorno)
- 1969: L’isola delle svedesi
- 1970: Am Ende eines Sommers (Disperatamente l’estate scorsa)
- 1973: Li chiamavano i tre moschettieri… invece erano quattro
- 1974: Catene
- 1974: Leidenschaften einer Minderjährigen (La minorenne)
- 1975: Wenn bei süßen Teens die Hüllen fallen (Quella età maliziosa)
- 1975: Sonne, Sand und heiße Schenkel (Peccati di gioventù)
- 1976: Liebe ohne Stundenplan (Il medico… la studentessa)
- 1980: Il medium
- 1981: Eine Kugel für den Bullen (Il carabiniere)